# Nicodème Tessin l'Ancien
Pour les articles homonymes, voir Tessin.
Ne doit pas être confondu avec Nicodème Tessin le Jeune.

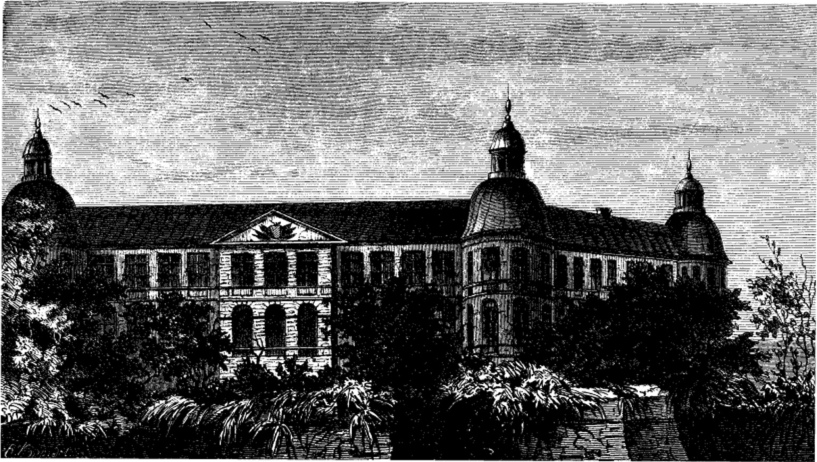
Le château de Borgholm avant sa destruction par incendie en 1806

Nicodème Tessin l'Ancien, né en 1615 à Stralsund et mort en 1684 à Stockholm, fut l'un des plus importants architectes suédois. Il fut architecte du roi à partir de 1646, architecte municipal de la ville de Stockholm à partir de 1661 et architecte à la cour après 1676.

## Biographie
Nicodème Tessin est né à Stralsund en Poméranie puis s'installa en Suède, jeune, où il débuta dans l'architecture de fortifications.
Puis, au contact de Simon de la Vallée, avec qui il travailla, il reçut sa première formation à l'art de l'architecture. Après sa mort, il continua à travailler avec le fils de son mentor, Jean de la Vallée. Il eut ensuite quelques contrats venant du chancelier suédois Axel Oxenstierna avant d'entreprendre des voyages d'étude en Allemagne, en Italie, en France et dans les Provinces-Unies, voyages pendant lesquels il put se familiariser avec le nouveau style architectural baroque.
De retour en Suède, son premier gros chantier consista en la transformation du château de Borgholm sur l'île d'Öland. Par la suite, il construisit le château de Skokloster et le palais de Wrangel à Stockholm. Son œuvre la plus importante fut le palais Drottningholm, achevé par son fils, et maintenant sur la liste du patrimoine mondial de l'UNESCO.
Après sa mort, son fils Nicodème Tessin le Jeune poursuivit ses projets.

## Œuvre
- Château de Borgholm, Borgholm
- Château de Drottningholm, Lövö
- Palais Bonde, Stockholm
- Palais Douglas, Stockholm
- Château Skokloster, Slottskogen
- Palais Strömsholm, Strömsholm
- Palais Näsby (en), Täby
- Palais Stenbockska, Stockholm
- Palais de Wrangel, Stockholm
- Palais Schering Rosenhane, Stockholm
- Palais Bååt, Stockholm
- Cathédrale de Kalmar, Kalmar

## Bibliographie

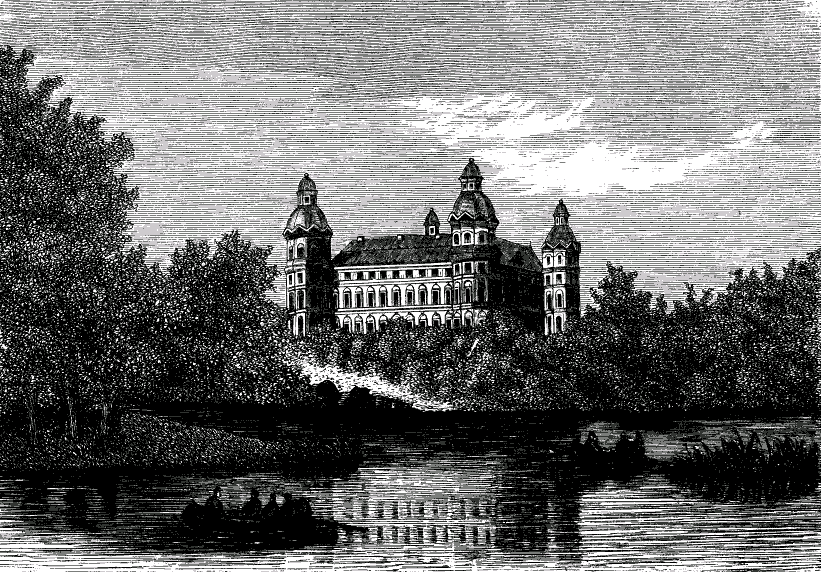
Le château de Skokloster